# Filkeháza
Filkeháza (russinisch Φiлкегаза) ist eine ungarische Gemeinde im Kreis Sátoraljaújhely im Komitat Borsod-Abaúj-Zemplén. Fast die Hälfte der Bewohner gehört zur Volksgruppe der Russinen.

## Geografische Lage
Filkeháza liegt in Nordungarn, 72,5 Kilometer nordöstlich des Komitatssitzes Miskolc, 16,5 Kilometer nordwestlich der Kreisstadt Sátoraljaújhely, drei Kilometer von der Grenze zur Slowakei entfernt, an dem Fluss Bisó-patak. Nachbargemeinden im Umkreis von vier Kilometern sind Füzérkajata und Füzérkomlós. Die nächstgelegene Stadt Pálháza liegt drei Kilometer südöstlich.

## Geschichte
Im Jahr 1913 gab es in der damaligen Kleingemeinde 36 Häuser und 150 Einwohner auf einer Fläche von 772 Katastraljochen. Sie gehörte zu dieser Zeit zum Bezirk Füzér im Komitat Abaúj-Torna.

## Sehenswürdigkeiten
- Griechisch-katholische Kirche Szentháromság, erbaut 1804–1813

## Verkehr
Durch Filkeháza verläuft die Landstraße Nr. 3719, von der die Nebenstraße Nr. 37123 nach Füzérkajata abzweigt. Der nächstgelegene Bahnhof befindet sich in Sátoraljaújhely.